# Fergana oreophila
Fergana oreophila là một loài bướm đêm trong họ Noctuidae.